# Ерасова, Наталья Константиновна
Наталья Константиновна Ерасова (род. 15 марта 1955) — российская и советская певица, оперное и камерное сопрано, меццо-сопрано. Победительница Международного конкурса имени П. И. Чайковского (1986). Солистка Большого театра (с 1988 по 2010 годы). Вице-президент Ассоциации лауреатов Международного конкурса имени П. И. Чайковского (с 1990 года).

## Биография
Родилась 15 марта в 1955 году в городе Сольцы Новгородской области.
Поступила обучаться на вокальное отделение в Московскую консерваторию, которую успешно окончила в 1980 году. Занималась у профессора Е. Е. Нестеренко и И. К. Архиповой.
Её имя стало широко известно публике благодаря победам на крупнейших вокальных конкурсах. В 1986 году она стала лауреатом Международного конкурса им. П.И.Чайковского. Также она победительница Международного конкурса вокалистов в Тулузе, и Международного конкурса Арена ди Верона в Италии.
Обладает широким диапазоном творческих возможностей, исполняет камерный и ораториальный репертуар. Певица выступала в лучших концертных залах России и стран СНГ, США, Германии, Франции, Финляндии, Италии, Ирландия, Японии, Кореи. Гастролировала с оркестром "Виртуозы Москвы" под управлением Владимира Спивакова в зале Санта Чечилия в Риме и с Национальным симфоническим оркестром Ирландии под управлением А.Анисимова в Дублине.
С 1981 года работала солисткой Горьковского оперного театра.
С 1985 года - солистка Пермского академического театра оперы и балета имени П. И. Чайковского.
С 1988 по 2010 годы солировала в Большом театре.
В 1990 году выступила одним из инициаторов учреждения Ассоциации лауреатов Международного конкурса имени П. И. Чайковского.
В 20010 году завершила карьеру.
В репертуаре Ерасовой арии и романсы А. П. Бородина, П. И. Чайковского, А. А. Алябьева, Ф. Листа, Ф. Шумана и др., старинные городские романсы и русские народные песни.

## Награды и звания
- Лауреат I премии международного конкурса имени П. И. Чайковского (1986).
- Лауреат международного конкурса вокалистов в Тулузе.
- Лауреат международного конкурса Арена ди Верона в Италии.
- Благодарностью Министра культуры и массовых коммуникаций Российской Федерации за многолетнюю плодотворную работу в области отечественной музыкальной культуры (Приказ Министра культуры и массовых коммуникаций Российской Федерации от 2 июня 2005 года № 237).

## Роли и исполнение
- Княгиня («Чародейка»)
- Любаша («Царская невеста»)
- Весна («Снегурочка»)
- Солоха («Ночь перед Рождеством»)
- Марфа («Хованщина»)
- Амнерис («Аида»)
- Азучена («Трубадур»)